# Deutsche Zeitung in den Niederlanden
Die Deutsche Zeitung in den Niederlanden (DZN) war eine überregionale deutschsprachige Tageszeitung mit Redaktionssitz in Amsterdam, die während des Zweiten Weltkriegs in den deutsch besetzten Niederlanden fast durchgehend vom 5. Juni 1940 bis zum 5. Mai 1945, dem Tag der deutschen Kapitulation in der „Festung Holland“, erschien. Sie gehörte zu einem Verbund von deutschen Besatzungszeitungen, der während der deutschen Eroberungsfeldzüge systematisch aufgebaut wurde und infolge der alliierten Rückeroberungen allmählich zerfiel.
Wie ihre Schwesterzeitungen diente die DZN als Sprachrohr der Besatzungsmacht und richtete sich an ein deutsches, in ihrem Fall aber auch an ein niederländisches Publikum; es gelang ihr dort jedoch nicht, außerhalb bestimmter Kreise eine signifikante Leserschaft anzuziehen, obwohl konzeptionell Zugeständnisse an den niederländischen Markt gemacht worden waren. Trotz ihres hohen Anspruches an sich selbst konnte die Zeitung ihre Herkunft nicht verleugnen; in ihr war der Ton der NS-Propaganda verbreitet. Zuletzt waren die Herstellungsbedingungen so prekär, dass sie mehr einem Flugblatt als einer Zeitung glich, dennoch wurde bis zuletzt an ihrem Erscheinen festgehalten.

## Gründungsphase

Eine Ausgabe aus der Anfangszeit der Zeitung (Titelseiten ohne Foto kamen nur sehr selten vor).

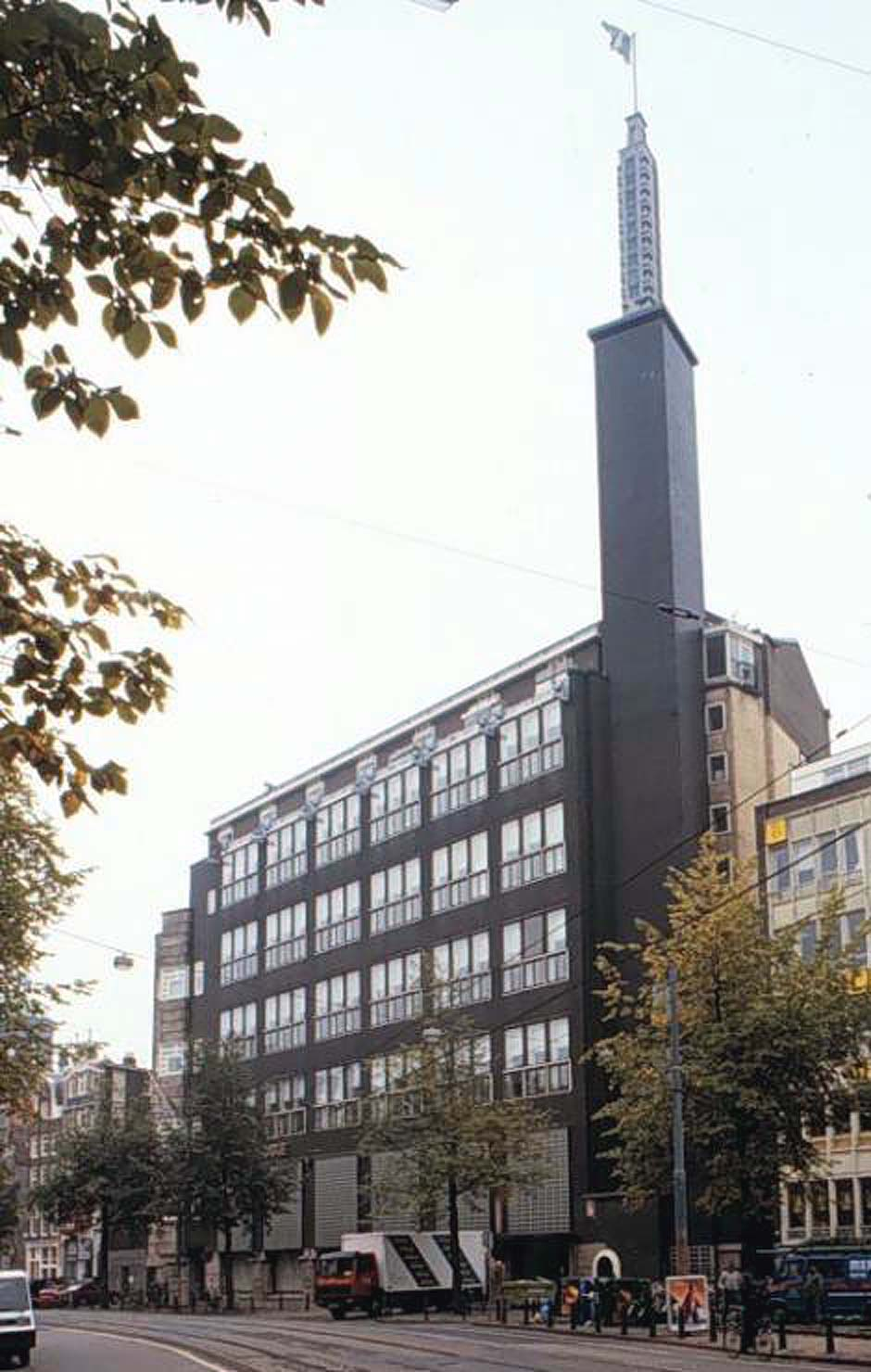
Seit 1942 diente das damalige Gebäude der Zeitung De Telegraaf am Nieuwezijds Voorburgwal auch als Redaktionssitz der DZN.

Die DZN ersetzte die Reichsdeutschen Nachrichten in den Niederlanden, die seit dem 4. März 1939 wöchentlich von der Reichsdeutschen Gemeinschaft, dem niederländischen Teil der NSDAP (AO), herausgegeben worden waren. Mit der Deutschen Wochenzeitung für die Niederlande erschien seit 1893 eine weitere deutschsprachige Zeitung, die im Frühjahr 1942 eingestellt wurde. Als Standort bot sich zunächst Rotterdam mit seiner vor allem in Wirtschaftskreisen einflussreichen deutschen Kolonie an, da sich dort die Reichsdeutschen Nachrichten unweit des Nieuwe Rotterdamsche Courant befanden, doch hatte jener bereits durch andere Fremdaufträge seine volle Auslastung erreicht. Das nun kontaktierte Amsterdamer Algemeen Handelsblad wies das Gesuch ab und erhielt von Wehrmachtbefehlshaber Christiansen daraufhin die Anweisung zur Kooperation, konnte jedoch überzeugend darlegen, dass nur Kapazitäten für den Satz bereitstanden. Für den Druck fand sich schließlich der vom Holdert-Konzern herausgegebene Telegraaf; ob ein gutes Angebot, Zwang oder vorauseilende Vorsicht – nach einer ursprünglich deutschfreundlichen Haltung zu Beginn des Ersten Weltkriegs hatte der Telegraaf eine völlige Kehrtwende vollzogen – den Ausschlag gab, ist nicht bekannt. Durch diese Schwierigkeiten konnte die DZN ihre Vorgängerin nicht wie geplant sofort am 1. Juni beerben.
Herausgeber der DZN, wie auch aller anderen Besatzungszeitungen mit Ausnahme der von der Wehrmacht herausgegebenen Militärzeitungen, war der Europa-Verlag, ein von Rolf Rienhardt geleitetes Tochterunternehmen des Franz-Eher-Verlags unter Max Amann. Als Verlagsdirektor wurde Georg Biedermann eingesetzt, der zugleich auch Leiter des Sonderreferats Verlagswesen im Generalkommissariat zur besonderen Verwendung unter Fritz Schmidt war. Im Gegensatz zu ihrem Vorläufer, der von marginaler Bedeutung war, sollte die DZN von Anfang an in Konkurrenz zur niederländischen Presse treten. Die kurz zuvor gegründete Deutsche Zeitung in Norwegen diente als direktes Vorbild. Bereits im Juli 1940 wurde eine Aktiengesellschaft gegründet, um fortan unter ihrem Mantel die Zeitung sowie Bücher, Illustrationen, Zeitschriften und andere Druckerzeugnisse herauszugeben. Es lässt sich jedoch nur eine geringe Anzahl an Publikationen nachweisen, so kam es noch im gleichen Jahr zur Veröffentlichung eines Buches mit bis dahin erschienenen Artikeln zu den deutsch-niederländischen Wirtschaftsbeziehungen, auch wurden in der DZN später diverse Karten von Kriegsschauplätzen zum Kauf angeboten, doch ansonsten ist lediglich bekannt, dass der Verlag vermutlich Soldatenzeitungen für die Wehrmacht gedruckt hat.
Das Ziel der Zeitung war, die öffentliche Meinungsbildung in den Niederlanden, insbesondere der dortigen Deutschen (Ansässige, Besatzungspersonal, Soldaten), im Sinne des NS-Regimes zu beeinflussen. Zur Zeit des deutschen Angriffs lebten in den Niederlanden 52.000 Reichsdeutsche (ohne Flüchtlinge), von denen die Mehrzahl keine Verbindung zu einer nationalsozialistischen Organisation hatte. Auch die durch die Rassenideologie zu einem „germanischen Brudervolk“ emporgehobenen Niederländer sollten angesprochen werden, was schon aufgrund der unter ihnen weit verbreiteten Deutschkenntnisse nahe lag, doch hatte bislang nur eine bescheidene Anzahl von ihnen dem Nationalsozialismus größere Sympathien entgegengebracht. Dementsprechend vielgestaltig waren die Zielvorgaben, die die DZN in ihre Konzeption einfließen ließ, um diese aus ihrer Sicht gleichermaßen potentiellen Lesergruppen anzusprechen, sodass sie im Gegensatz zu den meisten anderen Zeitungen des Europa-Verlags kein Provinz- oder Heimatblatt war.
Ähnlich wie ihre Schwesterzeitungen holte die DZN deutsche Redakteure vom Kölner Westdeutschen Beobachter (WB) und anderen NS-Zeitungen in die Redaktion, die Anfang 1942 zehn Mitarbeiter beschäftigte und bis Kriegsende relativ konstant blieb; des Weiteren erhielt die Zeitung auch Zweigstellen in Berlin, Den Haag und Rotterdam. Die Berliner Redaktion übermittelte die Weisungen des Propagandaministeriums und anderer deutscher Regierungsstellen, während die Den Haager Zweigstelle den Kontakt zur Besatzungsverwaltung hielt und die Presseanweisungen entgegennahm. Erster Chefredakteur wurde Emil Frotscher, der zu den Gründern des von Rienhardt initiierten NS-Vorzeigeblattes Das Reich gehört hatte. Er verließ die Zeitung aber bereits im Dezember 1940, um bei der Pariser Zeitung, einer neuen Schwester der DZN, den Posten des stellvertretenden Chefredakteurs einzunehmen. Auch Frotschers Nachfolger Hermann Ginzel, der vom WB kam und weiterhin für diesen arbeitete, blieb nur einige Monate und kehrte dann wieder zu seinem Stammblatt zurück.
Die ersten Monate waren schwierig, so mussten sich die Redakteure zunächst mit den Verhältnissen im Land vertraut machen und die niederländische Sprache erlernen. Chefredakteur Frotscher berichtete von Verständigungsproblemen mit dem technischen Personal, das aus einheimischen Druckereien stammte. Auch habe es in den ersten Wochen nicht einmal Telefon oder Fernschreiber gegeben, lediglich ein Funkgerät und Postkurier hätten zur Verfügung gestanden.
Verlag, Redaktion und Technik waren zunächst in getrennten Häusern am Voorburgwal, jahrzehntelang bekannt als Amsterdamer Fleet Street, untergebracht. Im Herbst 1942 zog die Redaktion in das Gebäude des Telegraaf, in dem sich bereits der Verlag befand. Anschließend wurde auch der Satz dort hinverlegt, wodurch schließlich alle Bereiche der DZN unter einem Dach vereint waren. Im Frühjahr jenes Jahres hatte es auch Gespräche über einen Kauf des Telegraaf gegeben, der aber wegen des zu hohen Preises nicht zustande kam. Der Druck der DZN durch den Holdert-Konzern war einer der Anlässe, den Telegraaf und sein Kopfblatt De Courant/Het Nieuws van den Dag von 1945 bis 1949 als Kollaborationszeitungen zu verbieten.

## Erscheinungsweise, Umfang und Gliederung
Die DZN erschien an allen Wochentagen zunächst montags bis samstags nachmittags mit acht bzw. sonntags morgens mit 12 bis 14 Seiten. 1941, als der Ressourcenmangel noch nicht durchschlug, konnten eine Jubiläumsserie und Sonderausgaben zu Messen (Leipziger Messe, Jaarbeurs Utrecht) mit einer zum Teil deutlich höheren Seitenzahl als gewohnt gedruckt werden. Kriegsbedingte Einschränkungen reduzierten den Umfang der niederländischen Zeitungen drastisch, dies galt allerdings in weniger großem Ausmaß für die DZN, da sie innerhalb der festgelegten Papierkontingente – sie erhielt seit September 1941 etwa 7,5 % des den Tageszeitungen gewährten Anteils, später noch mehr – bevorteilt wurde. Zudem war der Abonnementpreis günstiger als der der meisten überregionalen Renommierblätter des Landes. Den niederländischen Zeitungen war bereits im September 1940 verboten worden, aufgrund gesunkener Seitenzahlen Preisänderungen vorzunehmen.
Als eine Zeitung mit seriösem Selbstverständnis wollte die DZN hohen Standards genügen und nahm sich das Erscheinungsbild und die Spartenvielfalt der deutschen Zeitungen Das Reich und Frankfurter Zeitung zum Vorbild. Die Rubriken entsprachen der üblichen Aufteilung in Politik, Wirtschaft, Kultur, Sport und Anzeigen, laut Frotscher habe man jedoch bei der Ausgestaltung der Zeitung, obwohl eine bewusste Anpassung an die niederländische Presse nicht beabsichtigt war, ihre besondere Stellung berücksichtigen müssen und auf eine „klare Übersichtlichkeit der Seiten, straffe Gliederung, gute Mischung von Meinungs- und Nachrichtenteil [und] stärkste Bebilderung“ gesetzt, des Weiteren sei die „niederländische Methode, Nachrichten aus dem Archivmaterial heraus zu illustrieren“, übernommen worden, die „reichliche Verwendung von Kartenskizzen“ habe die Illustrierung vervollständigt. Wie bei allen anderen für das Ausland bestimmten Druckerzeugnissen wurde Antiqua statt Fraktur als Schrifttyp verwendet, dem ging eine entsprechende Anordnung voraus.

## Inhalt und Positionierung

Die DZN vereinte in ihrer Rubrik „Das Wörterbuch“ (hier nur ein Ausschnitt) Landeskunde und Sprachführer.

Einerseits um Partnerschaft werbend, ließ die DZN ihre Leser mit solchen Bekanntmachungen nicht im Unklaren, was den Status des Landes betraf.

Die DZN sah sich selbst als „äußerster publizistischer Vorposten gegen England“ und sollte als „Brückenschlag von Volk zu Volk“ dienen.

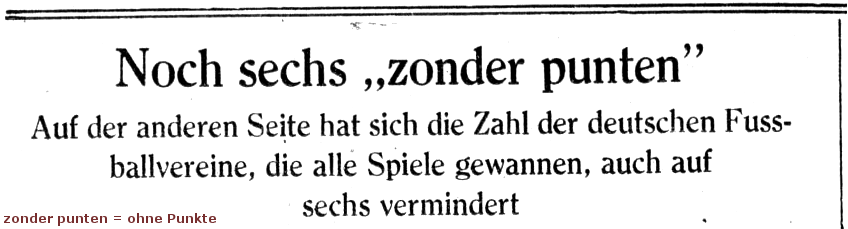
Mit sporadisch eingestreuten niederländischen Sprachfetzen wollte die Redaktion ihr „Angekommensein“ demonstrieren.

### Rubriken und Autoren
Der Inhalt der DZN bestand hauptsächlich aus Nachrichten und Berichten, während mit Ausnahme von allgemeinen Bekanntmachungen des Reichskommissariats nur selten auf Verhältnisse und Situation in den Niederlanden eingegangen wurde. Der Nachrichten- und Politikteil beinhaltete von oftmals bekannten Trägern des NS-Regimes und Militärs verfasste Leitartikel beziehungsweise Kommentare sowie Korrespondenten- und PK-Berichte. Neben ranghohen Nationalsozialisten wie dem Reichsminister für Volksaufklärung und Propaganda Joseph Goebbels, Reichspressechef Otto Dietrich und Reichskommissar Seyß-Inquart fanden sich in den Leitartikeln auch Namen wie Hans Friedrich Blunck, Walter Groß, Karl Haushofer, Erich Hilgenfeldt, Fritz Hippler, Curt Hotzel, Otto Marrenbach und Giselher Wirsing.
Als ihr Prunkstück verstand die Zeitung die „Seite des Tages“, die mit besonders vielen Bildern aufwartete und auf Artikelserien und Reportagen setzte. Ihrem Konzept getreu, sich der starken Bebilderung der niederländischen Presse anzugleichen, erhielt die DZN mit „Bilder vom Tage“ auch eine spezielle Fotoseite. Der Lokalteil diente meist als eine Art „Reiseführer in Fortsetzungen“ (Gabriele Hoffmann), in dem über niederländische Sehenswürdigkeiten berichtet wurde. Hinzu kamen Fortsetzungsromane, Erzählungen, Rezensionen und kulturelle Erörterungen, ferner wurden Artikel aus anderen Zeitungen übernommen, auch Übersetzungen fanden Eingang. Ein häufig wiederkehrendes Thema der Fortsetzungsromane war die Seefahrt, deren große Bedeutung für die Niederlande bei den Deutschen auf hohes Interesse stieß. Ansonsten durften die obligatorischen Reden von Hitler und Goebbels, Aufrufe von Göring oder ein Interview mit Reichskommissar Seyß-Inquart nicht fehlen.
Die angestrebte Brückenfunktion sollte von Anfang an auch im Wirtschafts- und Sportteil zu sehen sein, beispielsweise durch eine Aufforderung zum Ausbau der Wirtschaftsbeziehungen oder einen Bericht von nationalen Trainingskämpfen der niederländischen Leichtathleten. Selbige Funktion wurde außerdem durch Beiträge und Zitate niederländischer Autoren und Künstler wie Max Blokzijl (prodeutscher Propagandasprecher), Ben van Eysselsteijn und Jonny Heykens herzustellen versucht. Diese Hofierung „germanischer“ Autoren stand im Gegensatz zu den im Reichskommissariat Ostland erscheinenden Besatzungszeitungen, denen Alfred Rosenberg die Einbindung einheimischer Autoren untersagt hatte. Blokzijl und van Eysselsteijn hatten auch in Deutschland einen gewissen Bekanntheitsgrad, bei letzterem griff die DZN auf die bereits vor dem Krieg verkauften Auslandsrechte seines Romans „Vom Südkreuz zum Polarstern“ zurück. Van Eysselsteijn beklagte später seine Machtlosigkeit dagegen und dass er Protest gegen die Publikation zweier Texte – laut ihm ohne seine Zustimmung wiederveröffentlichte Vorkriegs-Artikel – eingelegt habe. Indes bekundete er seinerzeit in einem Brief seine Freude über den Abdruck seines Romans.
Auch in umgekehrter Richtung versuchte die Zeitung ein Zeichen zu setzen; so publizierte der deutsche Schriftsteller Ludwig Bäte, Verfasser des 1936 erschienenen Novellenbands „Herz in Holland“ und nach dem Krieg ein enger Freund van Eysselsteijns, in der DZN. Zudem versäumte es die DZN nicht, frühzeitig mit der Exilliteratur, insbesondere mit dem Querido Verlag, gründlich abzurechnen.

### Propaganda und Überwachung
Amann behauptete später nach seiner Verhaftung, dass in seinen Besatzungszeitungen mehr als nur NS-Propaganda hätte stehen müssen, da sie für das Ausland bestimmt waren, und sie größere Freiheiten als die Inlandspresse gehabt hätten. In Wirklichkeit unterschieden sie sich jedoch trotz einiger Regelverletzungen in Bezug auf „Phrasendrescherei und Klischees“ (Oron J. Hale) nicht allzu sehr von den deutschen Zeitungen (der Historiker Ivo Schöffer hielt die DZN für nazistischer als ihr Schwesterblatt Brüsseler Zeitung). Dementsprechend bestand der allgemeine Nachrichtenteil häufig aus propagandistischen Frontberichten und anderen Elementen der NS-Propaganda, wie zum Beispiel Agitationen gegen den Bolschewismus und ein vermeintliches Weltjudentum. Besondere Auswirkungen hatte eine zunächst in der Pariser Schwesterzeitung erschienene Artikelserie, die unter dem Titel „Jüdisches und Arisches Schach“ einen „jüdischen Mangel an Mut und Gestaltungskraft“ nachweisen sollte. Als Autor firmierte der Schachweltmeister Alexander Aljechin, der später seine Urheberschaft bestritt. Die Artikel sind ihm jedoch mit sehr hoher Wahrscheinlichkeit zuzurechnen und führten zu seiner Diskreditierung nach dem Krieg.
Den Niederländern präsentierte sich die Zeitung hingegen in einem werblichen Ton, Ziel war es hierbei, eine unter der neuen Ordnung einkehrende Normalität zu suggerieren. Auf Gebieten wie der Kultur und der Wirtschaftsbeziehungen wurde auf reale oder durch die Propaganda beschworene Verbindungen zwischen den Niederlanden und Deutschland hingewiesen. Niederländisches wurde dabei oftmals von der DZN so zurechtgebogen, dass es als analog zum Deutschen erscheinen sollte, und Entwicklungen innerhalb des Landes wurden als Hinwendung zu deutschen Verhältnissen gedeutet. Andererseits ließ die Redaktion niederländische Sprachfetzen in ihre Artikel einfließen, um so zu zeigen, dass sie an ihrem neuen Wirkungsort heimisch geworden sei.
Die DZN wurde von einer Reihe von Kontrollinstanzen überwacht: in Den Haag von der Presseabteilung des Reichskommissariats unter Willi Janke, in Berlin vom Reichsministerium für Volksaufklärung und Propaganda (RMVP) unter Goebbels und dem Pressepolitischen Amt unter Otto Dietrich. Laut Amann brachten sich einige Redakteure seiner Besatzungszeitungen durch die Nichteinhaltung von Vorschriften des RMVP bei Goebbels und Dietrich in Bedrängnis (was später durch mehrere seiner damaligen Chefredakteure bestätigt wurde). Auch die Überwachung der DZN verlief durch gelegentliche Missachtungen dieser Vorgaben nicht immer reibungslos. So vermeldete RMVP-Funktionär Hans Fritzsche während einer Ministerkonferenz die in Deutschland erfolgte Beschlagnahmung einer Ausgabe, die den tabuisierten „Fall Heß“ (Rudolf Heß’ Flug nach Schottland) behandelt hatte und stellte daraufhin die Loyalität der Zeitung in Frage. Außerdem wurden der DZN häufig Fehler in der Berichterstattung angekreidet. Zwei der fünf in den ersten acht Monaten des Jahres 1942 gegen niederländische Zeitungen ausgesprochene Ordnungsstrafen wurden gegen die DZN verhängt. Vor diesen Kontrollinstanzen habe jedoch, so Frotscher, bereits eine Art redaktionelle Vorzensur eingesetzt: Der Anspruch, in den Artikeln so überzeugend wie möglich zu argumentieren, habe hin und wieder dazu geführt, dass Entwürfe erst nach mehrmaliger Beanstandung genehmigt wurden.

Trotz derartiger besonders hervorgehobener Anzeigen wurde der NSB seitens der DZN keine größere Aufmerksamkeit zuteil.

### Haltung zur Selbständigkeit der Niederlande, Nederlandsche Unie und NSB
Zu der kurz nach der DZN (unter Auflagen mit Billigung Seyß-Inquarts) gegründeten politischen Sammlungsbewegung Nederlandsche Unie, die sich für geeinte und selbständige Niederlande einsetzte, nahm die Zeitung eine mehrdeutige Haltung ein. Obwohl die DZN die Unie als „dekonzentrierte Konzentration“ verspottete, widersprach sie deren Zielen nicht explizit. Da die Niederlande zunächst formal selbständig belassen wurden (Hoffnung auf Friedensschluss mit Großbritannien, Bedeutung der niederländischen Kolonien) und die Unie als Werkzeug zur Selbstnazifizierung des Landes betrachtet wurde, gab es hierzu auch zunächst keinen Anlass. Allerdings forderte Seyß-Inquart mit einem „Mit uns oder gegen uns!“ in der Zeitung von den Niederländern ein Bekenntnis zur Unterstützung Deutschlands.
Auch nachdem die um ein Vielfaches mitgliedsschwächeren niederländischen Nationalsozialisten NSB durch die Weigerung der Unie, den Angriff auf die Sowjetunion mitzutragen, Ende 1941 zur einzig zugelassenen politischen Partei geworden waren, erhielten sie vonseiten der Zeitung keine besondere Bevorzugung, obwohl sich die DZN als deren Protektor verstand. Während der antiannexionistische Flügel unter Parteiführer Mussert nationalsozialistische, aber wie die Unie eigenständige Niederlande anstrebte, wurde auch durch den zunehmenden Einfluss der SS innerhalb des Machtgerangels zwischen ihr, Seyß-Inquart und der NSDAP sichtbar, dass „zu gegebener Zeit“ eine Eingliederung in ein „Großgermanisches Reich“ ungeachtet öffentlicher Äußerungen und einer gewünschten Selbstnazifizierung erfolgen sollte.

## Verbreitung und Leserschaft

Auch die Anzeigen waren durchgängig in deutscher Sprache gehalten.

Obwohl sich die DZN um niederländische Leser bemühte, ging der überwiegende Teil der Auflage an eine deutsche Leserschaft, sodass nur in begrenztem Ausmaß eine direkte Konkurrenzsituation zwischen der Zeitung und der übrigen niederländischen Presse bestand. Von einer Auswirkung von Angebot und Nachfrage auf die Auflage der letzteren konnte seit der Besetzung nicht mehr die Rede sein; im Hinblick auf die DZN galt dies erst recht nicht, da sie einen staatspolitischen Auftrag zu erfüllen hatte. Ihre Position wurde gegenüber der übrigen Inlandspresse noch zusätzlich dadurch gestärkt, dass die Verwaltungsbehörden der besetzten Länder Amann üblicherweise eine Abnahme von 30.000–40.000 Exemplaren garantierten. Hinzu kommt, dass der DZN außer der Bevorteilung hinsichtlich der Papierrationierung und des günstigen Abonnementpreises weitere Umstände zupass kamen, so wurden im Laufe der Besatzungszeit eine Reihe von niederländischen Zeitungen verboten oder zwangsfusioniert, während andere ihr Erscheinen einstellten.
Ungeachtet all dieser Bevorteilungen konnte sich die DZN innerhalb der niederländischen Presselandschaft nur in bescheidenem Maße etablieren. In den ersten Monaten kam die Zeitung nicht über ihre Startauflage von 30.000 Exemplaren hinaus. Diesen Minimalwert zugrunde gelegt befand sich die Zeitung Ende 1940 im Vergleich zu den zehn anderen überregionalen Tageszeitungen der Niederlande im Mittelfeld, den überwiegend deutschen Leseranteil herausgerechnet nahm sie jedoch nur eine Randstellung ein. Für den Mai 1942 wurde schließlich eine Auflage von 54.500 Exemplaren angegeben, von denen etwa 23.000 direkt an die Dienststellen der Wehrmacht gingen. Sollte sie diesen Wert auch im folgenden Jahr gehalten haben, gälte die gleiche Situation, da auch einige andere niederländische überregionale Tageszeitungen zwischen 1940 und 1943 deutliche Auflagengewinne vorweisen konnten. Im April 1945 kam die Zeitung noch auf etwa 35.000 Exemplare.
Das Verbreitungsgebiet der DZN war nicht auf die Niederlande beschränkt, auch Deutschland und andere Länder erhielten Exemplare der Zeitung. Innerhalb der Niederlande beschränkte sich das Sendungsbewusstsein der DZN nicht nur auf die breite Bevölkerung, vielmehr sah sie sich auch als Richtungsweiser für die übrige Presse, und versuchte zu demonstrieren, wie eine „richtige“ Zeitung unter den neuen Verhältnissen in journalistischer Hinsicht auszusehen habe. Diese angestrebte Vorbildfunktion ging so weit, dass auf den täglichen Den Haager Pressekonferenzen Artikel der DZN zum Nachdruck empfohlen wurden. Da sich die (legale) niederländische Presse der seit 1941 immer stärker zunehmenden Gleichschaltung trotz vereinzeltem Opponieren im Großen und Ganzen eher gefügt hatte als eine Einstellung zu riskieren, konnte sie sich aber ohnehin immer weniger von der DZN abheben. Außerhalb von anderen Redaktionen fand sich deren weiteres niederländisches Publikum in der Wirtschaft, daneben gehörten auch politisch Interessierte und Kollaborateure der Besatzungsmacht zu ihrem Leserkreis. Innerhalb des niederländischen Widerstands wurde ebenfalls Notiz von der Zeitung genommen, wie gelegentliche Erwähnungen in der Untergrundpresse zeigen.
In finanzieller Hinsicht war die DZN durchaus erfolgreich. Nach Rienhardts Angaben wurden die Besatzungszeitungen nicht subventioniert und trugen sich nach einer Anfangshilfe selbst, und an Anzeigenkunden herrschte bei der DZN kein Mangel.

## Tatsächlicher Einfluss der DZN

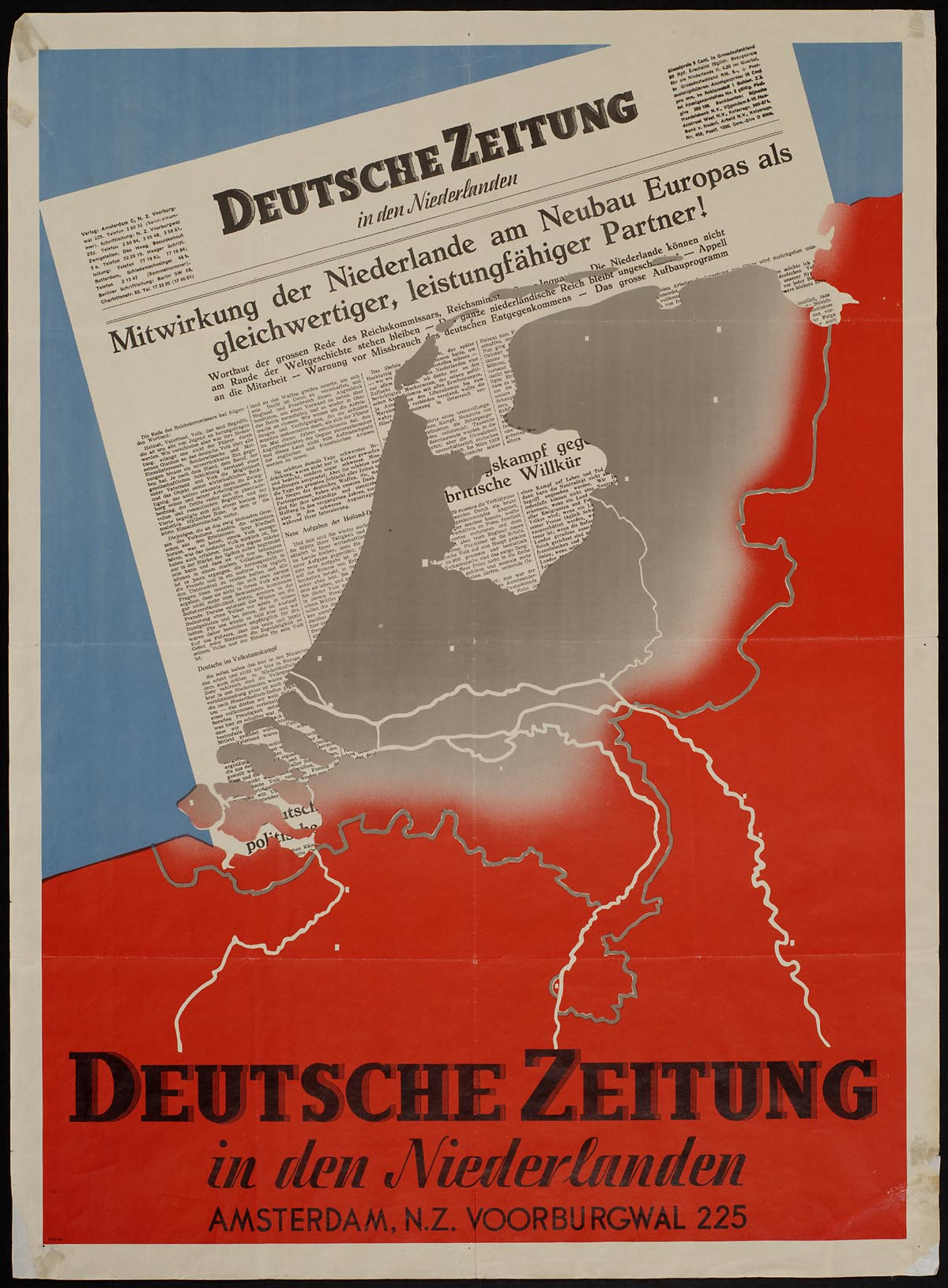
Werbeplakat für die DZN (1940)

Anwerbung von Straßenverkäufern: Die DZN wurde von der überwiegenden Mehrheit der niederländischen Bevölkerung ignoriert.

### Einfluss auf die niederländische Öffentlichkeit
Aufgrund der geringen Startauflage der DZN, die außerdem zum Großteil an Einrichtungen der Besatzungsmacht ging, war sie zumindest anfangs der Wahrnehmung der breiten Öffentlichkeit fast gänzlich entzogen. Die spätere Auflagensteigerung änderte nichts daran, dass die Bemühungen der DZN, mit den Exemplaren aus dem freien Verkauf eine Einflussnahme auf die niederländische Bevölkerung zu erreichen, scheiterten. Die Zeitung wurde als Propagandainstrument ohnehin abgelehnt, zudem waren die Niederländer bereits von ihrer eigenen Presse enttäuscht. Aufgrund des Beharrens der überwiegenden Mehrheit der NSB auf einen eigenständigen Nationalsozialismus kommt Christoph Sauer, der die DZN auch linguistisch untersuchte, zum Schluss, dass ihre Mitglieder vermutlich ebenfalls nicht zu den Lesern der Zeitung gehörten (vereinzelt kam dies aber vor). Es gab auch sonst wenig Gründe für sie zur DZN zu greifen, da die NSB mit dem Nationale Dagblad eine Tageszeitung und mit Volk en Vaderland eine Wochenzeitung unterhielt. Ein Zeichen für die geringe Akzeptanz unter den NSB-Mitgliedern ist auch, dass sich Volk en Vaderland, das für den Kurs der Parteiführung stand, als weitaus erfolgreicher als das Nationale Dagblad herausstellte. Letzteres hatte in jedem Fall bis zur Entlassung seines Chefredakteurs Meinoud Rost van Tonningen im Oktober 1940 den völkisch-annexionistischen Flügel der Partei vertreten und damit die spätere Haltung der Besatzer, und somit auch der DZN, vorweggenommen.
Die sich schnell abzeichnende Ablehnung seitens der niederländischen Bevölkerung hinderte die deutsche Besatzungsmacht und die DZN nicht an Einschätzungen und Behauptungen, die fundamental im Widerspruch zur Realität standen, so gab Seyß-Inquart im Juli 1940 in einem Lagebericht an Hitler eine Schätzung ab, dass die DZN zur Hälfte von Niederländern bezogen werden würde. Selbst nachdem der Februarstreik von 1941 das Scheitern der deutschen Werbeversuche offenbart hatte, verstieg sich die Zeitung zu der Äußerung, „dass das artverwandte Blut immer lauter seine Stimme“ erhebe. Die Werbebemühungen der DZN und der deutschen Besatzungsbehörden standen in einem eigentümlichen Widerspruch zum Verhalten Hitlers, der, nachdem er seine Anweisungen zum Aufbau der Besatzungsverwaltung gegeben hatte, schnell das Interesse an den Niederlanden verlor, die er im Übrigen während seines Lebens kein einziges Mal besuchte.
Die DZN griff mit ihrer Berichterstattung Großbritannien häufig an, vermochte es aber nicht, die mit diesem Land verbundenen Vorstellungen und Hoffnungen der Niederländer zu zerstören und stattdessen größere Sympathien für die Deutschen zu erzeugen. Im Gegensatz zur eigentlich anvisierten Leserschaft waren hingegen die DZN und ihre Schwesterzeitungen für die alliierte britische und amerikanische Abwehr oft noch mehr als die innerdeutsche Presse von Interesse, da über sie wertvolle Informationen über die Aktionen und Ansichten der über Europa verstreuten Besatzungsbehörden gewonnen werden konnten.

### Vergleich mit anderen Beeinflussungsversuchen
Kennzeichnend für den konzeptionellen Fehlgriff der DZN ist, dass andere Propagandaaktionen ein weitaus größeres niederländisches Publikum erreichten. Die Abteilung Aktivpropaganda der Hauptabteilung für Volksaufklärung und Propaganda des Reichskommissariats gab 1944 mit De Gil eine Satirezeitung heraus, die sich speziell an die niederländische Bevölkerung wandte und während ihres kurzen Bestehens hohe Auflagen erzielte. Auch die Radioansprachen des vorgenannten Max Blokzijl waren ein Publikumsmagnet. Bei beiden spielte allerdings ein hoher Unterhaltungswert eine wesentliche Rolle, einen Stimmungsumschwung zugunsten der Besatzungsmacht konnten sie ebenfalls nicht erzielen. Beliebt waren auch die als Ablenkung dienenden deutschen Unterhaltungsfilme, selbst nachdem das Publikum ab 1943 dazu gezwungen wurde, sich zusätzlich die Wochenschauen anzusehen.
Die DZN und die übrigen Instrumente der Besatzungsmacht verkörperten jedoch nur die bislang unverhülltesten und hartnäckigsten Bestrebungen, die öffentliche Meinung in den Niederlanden über die dortige Presse zu beeinflussen; Einwirkungsversuche gab es bereits vor dem Ersten Weltkrieg mit der Unterbringung von Artikeln, setzten sich bis zur deutschen Besatzung durch zusätzliche Mittel wie Bestechung und Journalistenreisen über Beleidigungsklagen bis hin zu massiven Druck auf die Regierung zur Erzwingung von Zensur fort und wurden während der Zeit des Nationalsozialismus durch Strafmaßnahmen wie Anzeigenentzug, Verbot/Beschlagnahmung in Deutschland und Ausweisung von Korrespondenten ergänzt.

## Das letzte Jahr

Letzte Ausgabe der DZN vom 5. Mai 1945. Die hier bestrittene Kapitulation war schon längst eingeleitet worden.

Als Anfang September 1944 aufgrund des bis dahin schnellen Vormarschs der Alliierten die Befreiung der Niederlande kurz bevorzustehen schien („Dolle Dinsdag“), versuchte sich der Großteil der Redaktion nach Deutschland abzusetzen, was zu einer großen Personalkrise führte. Daraufhin wurde der damalige Chefredakteur E. C. Privat umgehend ersetzt, die Zeitung erschien trotz des zunehmend wegbrechenden südlichen, später auch östlichen Verbreitungsgebiets bis zur deutschen Kapitulation in den Niederlanden weiter. Da die im selben Monat begonnenen Bahnstreiks zu einer Einschränkung der Vertriebswege geführt hatten, wurde Ende Oktober 1944 eine gesonderte Groningener Ausgabe geschaffen. Zum dortigen Redaktionsleiter wurde August Ramminger ernannt, der zuvor Chef des Berliner Redaktionsbüros der DZN gewesen war. Gedruckt wurde diese Ausgabe auf den Pressen des verbotenen Nieuwsblad van het Noorden. Ursprünglich hatte die DZN dessen Druckerei mieten wollen, nachdem dies vom Verlag des Nieuwsblad abgelehnt worden war, wurde sie kurzerhand gegen eine Entschädigungszahlung beschlagnahmt.
Ihrer privilegierten Stellung zu Trotz waren die Versorgungseinschnitte in der Zeitung immer sichtbarer geworden; sie erschien seit Mitte Juli 1944 ohne Sonntagsausgabe, die Seitenzahl wurde zusehends reduziert. Die DZN glich in ihrem Format und Umfang zuletzt immer mehr einem Flugblatt und damit auch der Deutschen Soldatenzeitung für die Niederlande und anderen in den letzten Kriegstagen von Widerstandsgruppen lancierten Versuchen, die deutschen Soldaten zur Aufgabe zu bewegen.
Die vorletzte Ausgabe der DZN vom 4. Mai 1945 bestand noch aus einer ganzen Seite. Neben letzten militärischen Meldungen, insbesondere der Erklärung Flensburgs zur Offenen Stadt, wurde die Rede Albert Speers abgedruckt, welche am 3. Mai über den Reichssender Flensburg ausgestrahlt worden war. Die letzte Ausgabe der Zeitung war nur noch eine Hektographie, die auf einem DIN-A5-Blatt eine amtliche deutsche Erklärung beinhaltete, dass die Truppen in Holland nicht kapituliert hätten. Aber der Kapitulationsprozess war nicht mehr aufzuhalten. Der 5. Mai 1945 ging in die Geschichte der Niederlande als Befreiungstag ein.
Das Ende der Zeitung markierte letztendlich auch das Ende einer deutschsprachigen Presse in den Niederlanden. Der Großteil der Unterlagen zur DZN ging durch Brand verloren. Zur Abgeltung von Ansprüchen wurde der Verlag vor dessen Auflösung noch eine Zeit lang einem Verwalter unterstellt.

## Mitarbeiter der DZN nach dem Krieg
Von den vier aufeinander folgenden Chefredakteuren ist Emil Frotscher, der zuletzt in Rienhardts Verwaltungsamt für die Ostzeitungen zuständig war, am meisten in der Nachkriegszeit hervorgetreten. Er war langjähriger Chefredakteur der überregionalen Boulevardzeitung Abendpost, der eine Sonderstellung in Deutschland zugeschrieben wurde, und anschließend bei der Welt am Sonntag für das Ressort „Serien und Biographien“ zuständig. Einer seiner Nachfolger, Emil Constantin Privat, arbeitete im Presse- und Informationsamt der Bundesregierung und war von 1950 bis 1971 Präsident des Deutschen Hugenotten-Vereins. Dessen Ablösung, Antonius Friedrich Eickhoff, übernahm die Chefredaktion der Westfälischen Nachrichten. Frotschers direkter Nachfolger Hermann Ginzel ging zum Kölner Stadt-Anzeiger.
Wilhelm Muhrmann, von 1941 bis 1945 Chef vom Dienst der DZN, war nach dem Krieg außer als Journalist auch als Autor von Kriminal- und Unterhaltungsromanen tätig sowie Kreisgeschäftsführer der FDP. Der Leiter der Groninger Ausgabe, August Ramminger, trat der CSU bei und gehörte von 1961 bis 1965 dem Deutschen Bundestag an, zudem war er stellvertretender Chefredakteur der Passauer Neuen Presse.

## Liste der Verlagsdirektoren und Chefredakteure
| Verlagsdirektor             |           |
| Georg Biedermann            | 1940–1945 |
| Chefredakteure              |           |
| Emil Frotscher              | 1940      |
| Hermann Ginzel              | 1940–1941 |
| Emil Constantin Privat      | 1941–1944 |
| Antonius Friedrich Eickhoff | 1944–1945 |